# Atrachea muscosa
Atrachea muscosa är en fjärilsart som beskrevs av Butler 1878. Atrachea muscosa ingår i släktet Atrachea och familjen nattflyn. Inga underarter finns listade i Catalogue of Life.